# Romulus Ioanovici
Romulus Ioanovici, romunski general, * 1889, † 1983.